# Chicago (línea Roja)
Chicago es una estación en la línea Roja del Metro de Chicago. La estación se encuentra localizada en 800 North State Street en Chicago, Illinois. La estación Chicago fue inaugurada el 17 de octubre de 1943.  La Autoridad de Tránsito de Chicago es la encargada por el mantenimiento y administración de la estación. La estación sirve al barrio Magnificent Mile incluyendo al John Hancock Center .

## Descripción
La estación Chicago cuenta con 2 plataformas laterales y 2 vías. 

## Conexiones
La estación es abastecida por las siguientes conexiones: 
- Rutas del CTA Buses: #36 Broadway #66 Chicago (nocturno)